# Комод
 Тази статия е за римския император.  За вида скрин вижте Комод (мебел).  
Марк (или Луций Елий) Аврелий Комод Антонин (на латински: Marcus (Lucius Aelius) Aurelius Commodus Antoninus) е римски император, син на Марк Аврелий. Управлява от 177 до 180 г. съвместно с баща си, а от 180 до 192 г. – като едноличен император. Той е последният едноличен римски император от династията на Антонините и единственият от тях (освен основателят й Нерва), който не е осиновен син на предходника си, както и първият император, роден от негова жена през управлението на баща си (за каквито впоследствие е изкован терминът "багрянороден").
Популярен сред войските и поданиците си и мразен от аристократичните прослойки, свързани със Сената, той е запомнен в историята като императорът, изявяващ се като гладиатор, както и като изключително покварен и развратен човек и кръвожаден тиранин, страдащ от мания за величие. По негово настояване е почитан, като полубог (въплъщение на Херкулес), а след смъртта си отначало е обявен за враг на народа и подложен на damnatio memoriae (изличаване от паметта), но впоследствие е реабилитиран и официално обожествен (при управлението на Септимий Север).
Със смъртта на Комод отминава златното време на Римската империя - епохата на Петимата добри императори - и започва период на нестабилност и упадък на античната средиземноморска цивилизация.

## Ранен живот
Комод е роден в годината, когато баща му заема трона (161 г.) и веднага е определен за негов наследник. Той има брат-близнак, който умира в ранна възраст и още 11 братя и сестри (всичките родени, както и самият Комод, от Фаустина Младата), повечето от които не оцеляват до зряла възраст. Майка му е известна с лекомислието си и изглежда има и извънбрачни връзки, а императорът рядко вижда сина си заради постоянните си военни ангажименти. Комод го придружава при обиколката му из източните провинции в периода 175-176 г.
При пресъздаването на живота му древните историци поставят акцент върху покварата на Комод, включително намеквайки, че може да му е била вродена, но често пренебрегват средата, в която се е оформил. Въпреки опитите на Марк Аврелий да възпита сина си според своите представи (стоическата философия), той остава слабо образован, повърхностен и инфантилен, податлив на лошо влияние и скоро се опорочава под въздействие на обкръжението си. Главните му добродетели са неговите качества на спортист. Отличава се с невероятна физика и външен вид и владее до съвършенство боравенето с меч, копие, лък и всякакъв друг вид от характерните за епохата оръжия.

## Политика

### Начало на управлението
През 177 г. Комод е обявен за цезар, съимператор и наследник. След едноличното си възцаряване през 180 г., скоро след внезапната кончина на Марк Аврелий във Виндобона, Комод много бързо приключва с войната срещу племената по река Дунав (Марк Аврелий последно воюва с тях в региона, наричан тогава Норик, приблизително съвпадащ с по-късната Австрия) и веднага се завръща в Рим. Отказвайки се от експанзионистична политика в други области на империята, правителството на Комод се съгласява на отстъпки и сключва мир с даките и сарматите. 
При възкачването си на трона, 19-годишният император се интересува предимно от развлечения. Загърбвайки всякакви задръжки и мярка, той превръща двора на Палатин в средище на изтънчен разврат и необуздан разкош. В неговия харем има няколкостотин жени и също толкова млади момченца. Според думите на съвременниците му, той изпробва всички начини за разврат. Сред неговите пристрастия са и носенето на женски дрехи и медицинските експерименти (в това предполагаемо е вдъхновен, а може би и подпомаган от известният лекар Гален). Поклонник е на т.нар. източни култове (към божества от типа на Атис, Кибела, Астарта и Дагон) и участва в самоизтезателни религиозни ритуали, а явно организира и оргии. Проявява склонност към бисексуалност, въпреки че по-известни са хомосексуалните му връзки.
Годините на неговия принципат се характеризират с огромни разхищения на държавните пари, които той използва за зрелища, разкош и раздавания. Популистката му политика прави Комод почитан сред народа, но скоро проличават и негативните й страни. Провинциалното управление е занемарено, а финансите - разстроени. Икономическото положение на населението постепенно се влошава. Конфискацията на имущество на богати граждани само отлага проблемите и натрупва враждебност. Макар неопитен и психически неуравновесен, в първите години той управлява добре, благодарение на своите съветници. Впоследствие надделява страстта към състезанията, към зрелищата, и грижите за държавата биват изоставени от него и тя се управлява в значителна степен от различни негови фаворити, някои от които - крайно корумпирани.
При Комод е създаден африкански флот. Междувременно започват вълнения в Германия и Дакия, но са овладени с помощта на войската. Около 184 г. в Северна Британия е проведен демонстративен поход под ръководството на местни легати, но сред войските там избухва неуспешен бунт, след потушаването на който Комод приема прозвището Британски.

### Претенции за героизъм и божественост
Въпреки че стъпването на свободни хора на гладиаторската арена се счита от римляните за позор и безчестие (на латински: infamia), Комод не само се увлича по зрелищата разиграващи се там, но и с радост и завидни умения участва в тях. Подвизава се основно, като гладиатор-секутор (мечоносец в сражение с боец, въоръжен с рибарска мрежа и кама). 
Провежда 735 битки, както за собствено удоволствие, така и за забавление на тълпите, а поданиците му от всички краища на страната прииждат в столицата да присъстват на игрите му. В битките винаги побеждава, но главно защото противниците му се оставят да бъдат победени, след което са пощадявани и почитани. Същевременно се твърди (от съвременника му Дион Касий), че понякога излиза облечен в лъвска кожа (явно наподобяваща тази на Немейския лъв) и с боздуган в ръка, с който размазва главите на слепи и недъгави хора, те играещи ролята на гиганти в гигантомахията, а той - на громящият ги Херкулес, с когото систематично се отъждествява. На арената императорът убива и много диви животни, но невинаги свирепи (например жираф и множество щрауси). От специална платформа убива и 100 лъва с копия, без да пропусне нито веднъж, пронизва слон с помощта на дълга пика (копие за мушкане), безпогрешно улучва диви зверове с лъка си. Всичко това се прави от Комод и с комерсиална цел (той лично взема значителен хонорар за всяко свое представление), но най-вече за да се прочуе, като велик воин и господар - истински герой.

Приема редица високопарни титли, а Сенатът без възражения удовлетворява всичките му приумици, някои от които впоследствие се утвърждават като правило (например изобретената вероятно лично от него титла dominus). Обявява се и за новия Ромул, т.е. нов основател на град Рим, който през 192 г. преименува в „Колония на Комод“ (Colonia Lucia Annia Commodiana). Той очаква също така да бъде обожествен и дори със самото си облекло нерядко се уподобява на бог - на главата си носи изображение на бог Анубис, а гладиаторската му премяна е реплика на тази на героя Херкулес, приет, според легендите за него, на Олимп. Във връзка с претенциите си, Комод изисква от Сената да го наричат не Комод, син на Аврелий, а Херкулес, син на Юпитер. По негово настояване месец август започва да се нарича „комодски“, септември – „херкулес“, октомври – „непобедим“, ноември – „преодоляващ“, а декември – „амазонски“ (за спомен от подвига на Херкулес при амазонките). В края на управлението си Комод се преселва в гладиаторска школа, отрича се от образа на Херкулес и приема името на починал гладиатор, негов личен любовник.

### Политически интриги и бунтове
През 183 г. императорът става жертва на опит за убийство, организиран от роднини на сестрата му Ания Луцила. Пращат при императора убиец, но той се издава известявайки на Комод: „Ето, какво ти изпраща Сенатът.“ и веднага е хванат от преторианците. Всички заговорници са убити, а Луцила изпратена на остров Капри, където умира след няколко години. След този случай Комод става много подозрителен и тираничен и намразва Сената, считайки го за основния си враг. Започва панически да се бои от заговори и за всяко малко свое подозрение (а понякога и просто превантивно) осъжда на смърт различни хора, но най-вече видни граждани, включително жена си Брутия Криспина, след като я уличава в прелюбодеяние.
Същевременно императорът е редовно манипулиран от различни свои влиятелни фаворити, на които оставя вземането на решенията по държавните въпроси. В началото влияние над императора оказва най-вече освободеният роб Саотер, негов адютант и любовник, но той скоро е убит по нареждане на преторианския префект Патерн. В отговор Комод заповядва неговата екзекуция и в следващите 3 години властта е завзета от съпрефекта на преторианците Тигидий Перен. Той е особено непопулярен сред британските легиони, които в края на краищата поискват от императора да го премахне. Перен е обвинен в намерение да заеме трона и по заповед на Комод, той и семейството му са екзекутирани от преторианците. След това командирите на преторианците многократно се сменят, с което длъжността загубва своето значение. След самите войници дисциплината значително спада, а преторианците стават по-разпуснати, алчни и арогантни от всякога и често изкопчват от Комод премии и увеличения на заплатите си.
Значително влияние над Комод има и неговата любовница-християнка Марция, благодарение на която той се сближава с тогавашния лидер на римските християни - папа Виктор I - и се настройва положително към тях. След смъртта на Перен, най-влиятелен от императорските фаворити става освободеният роб Клеандър, който получава изключителната титла „кинжал“ (на латински: a pugione). При него разцъфтява невиждана корупция. Масово се търгуват постове, провинции и съдебни решения. За 1 година Клеандър успява да продаде титлата консул (или по-скоро - суфектконсул) 25 пъти. През 190 г. противници на Клеандър предизвикват недостиг на продоволствия в столицата, което води до вълнения. Клеандър опитва да използва преторианската гвардия за да ги потуши и тогава освирепелият от глад народ обкръжава императорския дворец и иска смъртта му. Комод, без да се колебае, изпълнява искането на народа.

Безотговорните действия на Комод и приближените му предизвикат недоволството на народа. Ветеранът Матерн от Галия оглавява бунтовническа войска от дезертьори, роби и бедняци, превзема и ограбва градове, освобождава затворници. Войската на Матерн е разбита от крупни части на редовната войска (187 г.), а самият той е заловен и екзекутиран при опита си да се добере до Рим и да убие императора.

## Смърт
В последните години от управлението на Комод преторианският префект Квинт Емилий Лет се ползва с абсолютна власт, но от страх за поста и живота си тайно организира дворцов преврат. За това изглежда допринася и включването на префекта в поредните проскрипции; в списък за предстоящо екзекутиране се оказват и наложницата Марция и придворният Еклект, които се сговарят с Лет да ликвидират владетеля. Градският префект Пертинакс се присъединява към заговора в замяна на обещанието, че ще бъде следващият император.
Комод се кани на 1 януари 193 г. да отпразнува своето встъпване на поста консул и иска да се появи на церемонията в гладиаторското си амплоа, но предната вечер (на 31 декември 192 г.) Марция пристъпва към убийството му, опитвайки се да го отрови с подправено вино. Той не умира, а само изпада в безсъзнание, затова е задушен в банята от атлета Нарцис, с когото се упражнява в борба. Сенатът одобрява станалото незабавно, обявявайки Комод за враг на отечеството. Разярените сенатори и тълпата искат да хвърлят тялото му в река Тибър, а името му да бъде заличено навсякъде, но Пертинакс не позволява това да се случи. Тялото на Комод е погребано тайно.

## Галерия
- Комод като Херкулес (рисунка на монета)
- Скулптурен портрет на Комод от ранните му години
- Монетно изображение на Комод
- Денарий, представящ триумфалното влизане на Комод в Рим